# Banda del secchio
La Banda del secchio è stata un'organizzazione criminale di 'ndrangheta nata e operante a Pellaro e Bocale, quartieri a sud di Reggio Calabria, tra il '99 e i primi anni del 2000. Il nome, attribuito dalla stampa dell'epoca, deriva dalla quantità di incendi a locali commerciali e auto eseguiti con appunto un secchio pieno di benzina per appiccare il fuoco. 
È stata una costola autonoma della 'ndrina Barreca, in quanto uno dei maggiori esponenti era Antonio Bartolo Malacrinò, marito di Giovanna Barreca, quest'ultima sorella del boss Filippo Barreca.